# Granatwaffe
Eine Granatwaffe ist eine Schusswaffe, welche Granaten in einer größeren Entfernung, mit höherer Präzision sowie Kadenz feuert, als es von Hand eines Soldaten (siehe Handgranaten) möglich wäre. Im Unterschied zu Geschützen, welche ebenfalls Granaten verschießen, jedoch als Artilleriewaffe gelten, werden Granatwaffen von der Infanterie bzw. motorisierten Einheiten eingesetzt und sind dementsprechend kompakt, leicht und meist (in Teilen zerlegt) tragbar konstruiert.

## Terminologie
Unter dem Begriff Granatwaffe sammeln sich sehr viele Schusswaffen, welche in irgendeiner Art und Weise Granaten verschießen. Des Weiteren haben sich entweder die Hersteller von solchen Waffen oder die jeweiligen Waffenämter bei einer etwas anders gestalteten Granatwaffe nicht selten einen neuen Namen einfallen lassen, um sie von bestehenden Granatwaffen abzugrenzen und um die Verschussweise schon im Namen erkennbar zu machen. Weiterhin änderten sich im Laufe der Zeit die Bedeutungen von Begriffen, z. B. Mörser und Mine.
Im deutschsprachigen Raum existieren rund um die Schusswaffen, welche Granaten verschießen, die Bezeichnungen:
- Granatwaffe
- Granatwerfer
- Minenwerfer
- Mörser
- Ladungswerfer
- Granatpistole
- Granatgewehr
- Gewehrgranate
- Gewehrgranatgerät
- Gewehrgranatwerfer
- Granatkanone
- Granatmaschinenwerfer
- Granatmaschinenwaffe
- Maschinengranatwerfer
- diverse Suggestivnamen, wie z. B. 'Kampf- oder Sturmpistole', 'Schießbecher', 'Sturmbüchse'

Die Bezeichnung Granatwaffe als Oberbegriff vereint alle derartigen Waffen. Im Weiteren wird die unübliche Bezeichnung Granatkanone nicht betrachtet.

## Geschichte
Als Mine wird seit dem Zweiten Weltkrieg ausschließlich eine versteckte Ladung mit Selbstauslösung verstanden. In der Zeit um den Ersten Weltkrieg und früher wurden darunter auch Granaten verstanden, welche in irgendeiner Weise verschossen wurden und mit Minenwirkung explodieren. Aus diesem Grund wurden die ersten 'Vorderlader-Steilfeuergeschütze der Infanterie' auch als Minenwerfer bezeichnet; in der Schweiz bis heute noch. In Deutschland wurden ab 1914 sogenannte „Granatenwerfer“ entwickelt und eingeführt (Modelle 14, 15 und 16; auch „Priesterwerfer“ oder „Priester“ genannt) die Splittergranaten verschossen. Im Gegensatz zu den englischen Konstruktionen handelt es sich dabei aber um sogenannte Zapfenwerfer, d. h. die Granate wird nicht aus einem Rohr verschossen, sondern auf den Stiel des Werfers mit ihrem hohlen Schaft aufgesetzt.
Mit Beginn der Einführung von „Grenade Launchers“ (engl. für Granatwerfer) mit Kalibergeschossen Mitte des 20. Jahrhunderts (Bsp. M203) wurde dieser Begriff wörtlich ins deutsche übersetzt und für diese Art Waffe angewandt. Allerdings wurde bereits im deutschsprachigen Raum ein 'Vorderlader-Steilfeuergeschütz der Infanterie' als Granatwerfer bezeichnet. Es handelt sich zwar bei beiden um Granatwaffen, jedoch um völlig verschiedene Arten. Der Begriff Granatwerfer ist daher doppelt belegt.
In der Vergangenheit wurden nur großkalibrige Steilfeuergeschütze als Mörser beschrieben, die der Infanterie mit Granatwerfer (die offizielle Definition eines Granatwerfers beschreibt immer noch ein Vorderlader-Steilfeuergeschütz der Infanterie). Mit der Doppelbelegung des Begriffs Granatwerfer wurde im deutschen Raum zur besseren Abgrenzung der Begriff Mörser, wie im englischsprachigen Raum, auch auf die 'Vorderlader-Steilfeuerwaffen der Infanterie' ausgedehnt und mit Granatwerfer die handgeführten Granatwaffen beschrieben. Als 'Granatwerfer' versteht man demzufolge in unterschiedlichen Zeitepochen verschiedene Granatwaffen.
Alle anderen oben genannten Bezeichnungen entstanden in der Geschichte zur Abgrenzung der Funktion bzw. dem Aufbau der Waffe von bestehenden Waffensystemen.
Bei der Wehrmacht wurden nicht nur Granatwaffen aus Deutschland, sondern auch Beutewaffen anderer Ländern genutzt. Eine Übersicht dazu findet sich in der Liste von Granatwerfern gemäß den Kennblättern fremden Geräts D 50/3.

## Differenzierung
Eine Unterteilung der Granatwaffen kann nach folgenden Gesichtspunkten erfolgen:
- Größe:
  - tragbare Handfeuerwaffe
  - nichttragbare Granatwaffe

Von einer Handfeuerwaffe werden Granaten entweder als Überkalibergeschoss auf die Mündung der Handfeuerwaffe gesetzt und durch eine spezielle Munition in der Handfeuerwaffe abgefeuert, oder sie werden als Kalibergeschoss in ein spezielles Abschussrohr eingelegt, welches entweder als Anbauwaffe unter die Handfeuerwaffe montiert wird, oder als eigenständige Handfeuerwaffe fungiert. Dagegen operieren nichttragbare Granatwaffen generell als eigenständige Waffe, welche meist von mehreren Soldaten in Teilen zerlegt getragen und am Einsatzort zusammengebaut wird.
- Schussfolge:
  - Einzelschuss
  - halbautomatisch
  - Automatische Waffe

Granaten werden von einer Handfeuerwaffe immer im Einzelschuss abgegeben, da zum einen der Rückstoß beim Abfeuern sehr hoch ist und zum anderen kein Soldat ein großes Magazin voller Granaten zusammen mit einer solchen automatischen Waffe in der Hand sowie vor allem im Ziel halten kann. Es gibt jedoch eigenständige, halbautomatische Handfeuerwaffen, welche prinzipiell im Kaliber stark vergrößerte Revolver sind. Hierbei entfällt das manuelle Nachladen, zumindest bis die Geschosstrommel leer ist. Die nichttragbaren Granatwaffen können dagegen automatische Waffen sein, da sie meist auf einem Dreibein befestigt werden. Die Kadenz einer solchen Waffe ist jedoch weitaus geringer als bei Maschinenkanonen, was zum großen Teil an dem für automatische Waffen sehr großem Kaliber liegt.
- Ladetyp:
  - Vorderlader
  - Hinterlader

Die meisten Granatwaffen sind Hinterlader, d. h. die Granate wird von hinten in das Rohr geschoben und der Verschluss geschlossen. Eine Ausnahme bilden die Überkalibergeschosse, die auf Handfeuerwaffen gesteckt werden und somit als Vorderlader bezeichnet werden können sowie die Ladungswerfer und die Mörser, welche ebenfalls über die Mündung geladen werden.
- Geschossart:
  - Überkalibergeschoss
  - Kalibergeschoss

Überkalibergeschosse werden auf ein Abschussrohr, z. B. eine normale Handfeuerwaffe gesteckt und über einen externen Impuls, meist eine spezielle Patrone der Handfeuerwaffe, gezündet. Der Vorteil ist, dass das Kaliber der Überkalibergranate deutlich größer sein kann als des Abschussrohrs. Jedoch ist die Flugbahn relativ unpräzise durch die fehlende Führung des Geschosses durch ein Rohr. Kalibergeschosse werden analog zu einer normalen Patrone in das Abschussrohr gelegt und müssen daher das gleiche Kaliber wie das Rohr aufweisen. Dies folgert entweder in kleine Kaliber oder kurze Abschussrohre, um sie noch in Handfeuerwaffen zu benutzen. Bei nichttragbaren Granatwaffen werden ebenfalls meist Kalibergeschosse abgefeuert, wobei hier das Rohr wesentlich länger und vor allem dicker ist als bei den tragbaren Waffen.
- Geschossstabilisierung:
  - Drall (Eigenrotation)
  - Flügel (Aerodynamische Leitwerke)

Kalibergeschosse werden meist mit einem Drall stabilisiert. Eine Ausnahme bilden die meisten 'Vorderlader-Steilfeuergeschütze der Infanterie', welche mit einem Glattrohr versehen sind. Überkalibergeschosse werden dagegen meist flügelstabilisiert, da die Führung durch ein Rohr, und somit die Möglichkeit dem Geschoss einen Drall zu geben, sehr klein ist.
- Flugbahn:
  - flache ballistische
  - steile ballistische

Je nach Abschusswinkel ergibt sich eine unterschiedliche ballistische Flugbahn. Ein Körper, welcher in einem geringen Abschusswinkel beschleunigt wird, fliegt eine flache Parabel, einer im steilen Winkel dagegen eine höhere (siehe Steilfeuergeschütz bzw. Flachfeuergeschütz). Der Abschusswinkel, der als einzige Variable, neben dem seitlichen Zielen, vom Schützen beeinflusst werden kann bestimmt sich nach der fixen Mündungsgeschwindigkeit der Granate beim Abschuss und nach der Entfernung zum Ziel (siehe Ballistik). Handgeführte Granatwaffen haben immer eine geringere Mündungsgeschwindigkeit als die nichttragbaren und somit eine steilere ballistische Flugbahnen. Der Grund dafür ist, dass ein Schütze den Rückstoß einer mit hoher Mündungsgeschwindigkeit abgefeuerten, großkalibrigen Granate nicht verkraften könnte. Bei einer auf dem Boden fixierten Granatwaffe wird dieser Impuls in den Boden geleitet.

## Granatwaffentypen/Integrierung
Mit den oben getroffenen Unterteilungen lassen sich die verschiedenen Granatwaffen in ihren Eigenschaften beschreiben und einordnen:
- Granatpistole: eigenständige Handfeuerwaffe, welche im Einzelfeuer Kalibergeschosse in relativ steiler Flugbahn verfeuert, bedingt durch die geringe Mündungsgeschwindigkeit; Hinterlader; Drallstabilisiert; Granatpistolen zählen zur Gruppe der Granatwerfer; Pistole wegen der kompakten Abmessungen; im Zweiten Weltkrieg in Deutschland auch Kampf- oder Sturmpistole genannt, wobei hier Überkalibergeschosse (Vorderlader) verwendet wurden;

Beispiele: AG36, HK69
- Gewehrgranate: keine Waffe, sondern ein Überkalibergeschoss; wird aus einem normalen Gewehr mit steiler Flugbahn abgefeuert; Vorderlader; der spezielle Aufsatz für das Gewehr wurde im Zweiten Weltkrieg in Deutschland offz. Gewehrgranatgerät sowie inoffz. Schießbecher genannt; eine andere Bezeichnung hierfür ist Gewehrgranatwerfer; drall- als auch flügelstabilisiert

- Granatwerfer: eigenständige Handfeuerwaffe sowie Anbauwaffe einer Handfeuerwaffe, welche im Einzelfeuer oder Halbautomatisch Kalibergeschosse in relativ flacher Flugbahn verschießt; Hinterlader; Drallstabilisiert; ein Granatgewehr ist eine frühe Form eines Granatwerfers; früher wurden Mörser als Granatwerfer bezeichnet

Beispiele: AG36, M203
- automatische Granatwerfer: auch Granatmaschinenwerfer, Granatmaschinenwaffe oder Maschinengranatwerfer genannt; nichttragbare automatische Granatwaffe, welche mit kurzen Feuerstößen Kalibergeschosse in flacher Flugbahn verschießt; Hinterlader; Drallstabilisiert; zählt zur Gruppe der Granatwerfer

Beispiele: HK GMW, Mk 19
- Mörser: nichttragbare Vorderlader-Granatwaffe; verschießt Granaten im Einzelschuss im Steilfeuer; Glattrohr (flügelstabilisiert); in der Schweiz als Minenwerfer bezeichnet; offiziell als Granatwerfer bezeichnet; früher wurden nur große Steilfeuergeschütze der Artillerie als Mörser bezeichnet

Beispiele: M224 (Mörser), M252, Brixia Modell 35
- Ladungswerfer: nichttragbare Vorderlader-Granatwaffe; flügelstabilisiert; verschießt Überkalibergeschosse im Steilfeuer

Beispiele: 20-cm-Ladungswerfer (auch leichter Ladungswerfer)
- Granaten mit Rückstoßantrieb: eigenständige, von einer Person bedienbare Granatwaffe, welche im Einzelfeuer Kaliber- oder Überkalibergeschosse abfeuert; im englischen umgangssprachlich als „Rocket-Propelled-Grenades“ (RPG) bezeichnet; Vorderlader oder Hinterlader, manche jedoch auch als Einwegwaffe konstruiert; größtenteils Flügelstabilisiert

Beispiele: Panzerfaust, RPG, M72

## Einsatz
Mit Granatwaffen soll es der Infanterie ermöglicht werden Ziele außerhalb der Reichweite der Handgranaten sowie unter größtmöglicher Wahrung der eigenen Deckung zu bekämpfen. Gleichzeitig soll die Waffe handgeführt bzw. leicht transportabel sein, um die Infanterie in der Bewegung nicht einzuschränken.
Da Granatwaffen, unabhängig von der Art, relativ langsame Mündungsgeschwindigkeiten aufweisen, basiert die Geschosswirkung rein auf der Sprengkraft der Granate. Dies unterscheidet z. B. die automatischen Granatwerfer maßgeblich von den Maschinenkanonen. Durch die vielfache Steilfeuerflugbahn ist es weiterhin möglich, Gegner hinter Deckungen zu bekämpfen.
Je nach Art der Waffe bzw. je nach Verwendungszweck können verschiedene Arten von Granaten verschossen werden (aufgegliedert nach Wirkung, siehe Granate):
- panzerbrechende Granaten,
- Sprenggranaten,
- Splittergranaten,
- Rauch/Nebelgranaten,
- Brandgranaten,
- Kampfstoffgranaten,
- Blendgranaten.

Die größte Verbreitung finden dabei Splittersprenggranaten (HE) mit kombinierter Spreng- und Splitterwirkung gegen Personen (siehe Minenwirkung, Schrapnell).